# Kambainallur
Kambainallur là một thị xã panchayat của quận Dharmapuri thuộc bang Tamil Nadu, Ấn Độ.

## Nhân khẩu
Theo điều tra dân số năm 2001 của Ấn Độ, Kambainallur có dân số 10.847 người. Phái nam chiếm 52% tổng số dân và phái nữ chiếm 48%. Kambainallur có tỷ lệ 54% biết đọc biết viết, thấp hơn tỷ lệ trung bình toàn quốc là 59,5%: tỷ lệ cho phái nam là 62%, và tỷ lệ cho phái nữ là 45%. Tại Kambainallur, 13% dân số nhỏ hơn 6 tuổi.